# Teatro Miguel Falabella
O Teatro Miguel Falabella, inaugurado em 21 de agosto de 1997, localiza-se no NorteShopping, Zona Norte do Rio de Janeiro. No ano de 1996 os empreendedores do Shopping tiveram a oportunidade de realizar uma expansão, cujo objetivo era diversificar o "Mix" de lojas, reunindo várias atividades para o entretenimento do público num só lugar.
As obras de construção do teatro duraram aproximadamente seis meses. Os arquitetos e engenheiros responsáveis eram especialistas no assunto.
O desejo era construir não apenas o único teatro da região, mas um dos melhores da cidade do Rio de Janeiro. O cuidado na escolha dos materiais, o tablado do palco, urdimento, varas de luz e cenário, passarelas, camarins, poltronas, enfim, nada passaria impune aos olhares atentos dos construtores.
Quando finalizado o teatro foi nomeado e entregue a Miguel Falabella, que com grande sucesso esteve à frente nos palcos e na parte administrativa durante os três primeiros anos. 
No ano 2000 foi entregue a Cia Atores de Laura que desde então administra o teatro Miguel Falabella. A Cia Atores de Laura foi criada no Rio de Janeiro em 1992 e desde então vem se apresentando em várias cidades do Brasil e no exterior. O grupo se formou a partir do encontro de seus integrantes na Casa de Cultura Laura Alvim e seu nome nasceu em homenagem a esta admirável cidadã carioca que tanto contribuiu para o fomento da cultura na cidade do Rio de JaneiroSituado no coração da Zona Norte do Rio de Janeiro, e carinhosamente apelidado pelo ator Leandro Hassun de "O Maracanã da comédia", o  teatro localizado dentro do NorteShopping, tem capacidade para receber 455 espectadores, divididos em plateia e balcão no segundo piso. 

O teatro além de apresentar espetáculos oferece também cursos de teatro para crianças, adolescentes e adultos. Além das aulas, disponibiliza uma biblioteca especializada e um festival de teatro anual para os alunos.